# Natalia Szyguła
Natalia Szyguła (ur. 1982 w Chorzowie) – polska aktorka.
W wieku 18 lat w konkursie Miss Polonia 2000 zdobyła tytuł Miss Śląska i Zagłębia.
Wystąpiła w polskim Playboyu Playmate miesiąca (maj 2008 nr 185).

## Filmografia

### Filmy
- 2013: Podejrzani zakochani jako recepcjonistka
- 2008: Manna jako Monika
- 2007: Rezerwat jako Narzeczona
- 2005: Profesor jako Magda
- 2005: Przestrzenie Banacha

### Seriale
- 2017–2018: Szpital dziecięcy jako prof. Ewa Żylicka
- 2011: Głęboka woda jako dziewczyna w pubie (odc. 11)
- 2011: Szpilki na Giewoncie jako Kasia, asystentka Barbary
- 2009: Pierwsza miłość jako Sylwia
- 2008−2010: Czas honoru (odc. 8, 28 i 32)
- 2008: Wydział zabójstw jako córka Pogorzelskiego
- 2008: BrzydUla jako ekspedientka w sklepie optycznym
- 2008: Hotel pod żyrafą i nosorożcem jako właścicielka wielbłąda
- 2007: Glina jako inspicjentka w teatrze (odc. 13)
- 2007: Tylko miłość jako panienka z agencji towarzyskiej
- 2007: I kto tu rządzi? jako Patrycja Oczko
- 2005–2008: PitBull jako Ewa Mroczek
- 2004–2008: Kryminalni jako patomorfolog
- 2004: Stacyjka jako Aneta Oberek
- 2003: Na Wspólnej jako dziennikarka
- 2000: Plebania
- 2000: M jak miłość jako recepcjonistka
- 1999-2008: Na dobre i na złe jako recepcjonistka Kinga
- 1997: Złotopolscy jako Wnuczka pani Michaliny
- 1997: Klan jako Koleżanka Szymona Blizny, studenta Wydziału Slawistyki Uniwersytetu Warszawskiego